# Balangiga-Massaker

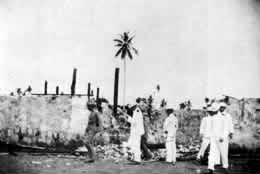
Jacob Smith und seine Gefolgschaft inspizieren Balangiga (1901)

Das Balangiga-Massaker war ein Scharmützel im Jahre 1901 während des Philippinisch-Amerikanischen Krieges. Dabei wurden über 50 amerikanische Soldaten während eines Überfalls der philippinischen Guerilleros nahe dem Ort Balangiga auf der Insel Samar getötet.
Dieses Ereignis wurde von der United States Army als die schlimmste Niederlage seit der Schlacht am Little Bighorn im Jahre 1876 betrachtet. Auf Seiten der Filipinos gilt der Angriff als eine der tapfersten Aktionen während des gesamten Krieges.
In der Folge töteten die amerikanischen Truppen als Vergeltung für diesen Angriff tausende von Filipinos auf Samar, die meisten davon waren Zivilisten. Das unangemessen harte Vorgehen führte für General Jacob H. Smith, der befohlen hatte, jeden zu töten, der zehn Jahre oder älter war, zu einem Verfahren vor dem Militärgericht. Zwar wurde dieser Befehl stark gerügt, eine formale Strafe wurde jedoch nie ausgesprochen. Stattdessen wurde Smith aufgrund seiner Handlungsweise dazu gedrängt, die Armee zu verlassen und in den Ruhestand zu gehen.
Der Hinterhalt und die daraus resultierenden Vergeltungsmaßnahmen gelten bis heute als eine der am längsten diskutierten und strittigsten Angelegenheiten zwischen den Philippinen und den Vereinigten Staaten. Verschiedene Auslegungen und Aussagen, sowohl von philippinischen als auch von amerikanischen Historikern, haben die Fakten in dieser Affäre bereits stark durcheinandergebracht. Einer der ungelösten Streitpunkte in Bezug auf diese Auseinandersetzung ist die erwartete Rückgabe der Kirchenglocken von Balangiga, die von den Amerikanern als Kriegsbeute entwendet wurden. Eine der Glocken befindet sich im Besitz des 9. US Infanterieregiments auf ihrer Basis in Südkorea, während sich die beiden anderen in einer ehemaligen Basis des 11. US Infanterieregiments auf der Francis E. Warren Air Force Base in Cheyenne befinden.

## Die Vorgeschichte
Am 11. August 1901 kam die C-Kompanie des 9. US Infanterieregiment in Balangiga an, der drittgrößten Ortschaft an der Südküste der Insel Samar, um den dortigen Hafen zu schließen und die Versorgung der philippinischen Truppen im Hinterland zu unterbinden. Der philippinische Brigadegeneral Vicente Lukbán hatte die Dorfführer instruiert, sich zunächst friedlich zu verhalten, um die Amerikaner in Sicherheit zu wiegen und sie später in einem strategischen Moment angreifen zu können.
Das Verhältnis zwischen den Soldaten und der Dorfbevölkerung erschien zu Beginn friedlich. Spannungen erwuchsen daraus, dass das Verhalten und die Kultur der Dörfler den puritanischen Idealen der Amerikaner gegenläufig waren. So beanstandeten diese zum Beispiel die Freizügigkeit des landesüblichen Sarongs, den die einheimischen jungen Frauen trugen und der im Gegensatz zu den hochgeschlossenen Kleidern der amerikanischen Damenwelt stand.
Der Ortsvorsteher befolgte während dieser Zeit anstandslos alle Anordnungen der amerikanischen Besatzer. Später ordnete der Kompaniekapitän Thomas W. Connell an, die Anzahl der diensttüchtigen männlichen Ortsbewohner aufzustocken, und trug ihnen auf, das Dorf von Abfall und toten Tieren zu säubern, die zu Erkrankung unter den Soldaten beitragen konnten. Später soll er einen seiner Soldaten aufgefordert haben, eine junge Dorfbewohnerin zu vergewaltigen. Allerdings ist eine solche Order durch nichts belegt. Ebenso unbelegt ist die Behauptung, Connell habe die Vernichtung aller im Ort gelagerten Lebensmittel angeordnet, damit diese nicht in die Hände der philippinischen Truppen fallen konnten.

## Der Angriff
Um 6:45 Uhr am Morgen des 28. September 1901 begannen die Bewohner sich in Bewegung zu setzen. Einheimische Männer verkleideten sich als trauernde Frauen und trugen Särge in die Kirche. Sie beanspruchten die Särge für die Beisetzung der an Cholera gestorbenen Kinder. Doch anstatt der Kinderleichen befanden sich in den Särgen Bolos, große Macheten, die als Waffen für den späteren Angriff dienen sollten.
Nachdem einige bewaffnete Wachsoldaten getötet worden waren, gab der Polizeichef von Balangiga, Valeriano Abanador, das Signal zum gemeinsamen Vorstoß. Etwa 200 Männer, bewaffnet mit Macheten oder Äxten, kamen gleichzeitig aus ihren Unterschlüpfen und Verstecken und überraschten die noch unbewaffneten amerikanischen Truppen. Da die Garnison gerade beim Frühstücken war und keinen Angriff der scheinbar friedlichen Einheimischen erwartete, befanden sich ihre Gewehre etwa 20 m weit entfernt, aufgestapelt in der Gemeindehalle.
Die meisten Soldaten wurden mit den schweren Bolos erschlagen, bevor sie ihre Schusswaffen erreichen konnten. Captain Connell führte einige Männer auf die Straße, bevor er eingekreist und selbst getötet wurde. Die wenigen Soldaten, die dem Hauptangriff entkamen, setzten sich mit Küchenwerkzeugen, Steakmessern und Stühlen zur Wehr. Ein Soldat soll eine Anzahl von Angreifern mit einem Baseballschläger in Schach gehalten haben, ehe er ebenfalls überwältigt wurde.
Eine Handvoll Überlebender, viele von ihnen waren verwundet, schaffte es, ihre Waffen zu sichern und die Angreifer zurückzuhalten. Einer kleinen Zahl an Amerikanern gelang es, die Poststelle per Boot zu evakuieren. Da man sie entdeckt hatte, ließen sie anfangs ihre Flagge zurück. (Diese wehte auf halbmast, wegen des Anschlages auf den US-Präsidenten William McKinley.) Jedoch fanden sich drei Soldaten, die die Einheimischen in Schach hielten und die Fahne einholten. Einer von ihnen wurde bei dieser Aktion getötet, die beiden anderen erreichten das Boot mit der unversehrten Nationalflagge. Zwar waren einige dem Massaker entkommen, doch die meisten Verwundeten starben auf dem Boot, bevor sie ein sicheres Ufer erreichten.
Von den ursprünglich 78 Männern der C-Kompanie wurden 54 getötet oder waren vermisst, 20 waren schwer verwundet, und lediglich vier entkamen der Attacke unversehrt. Die Dorfbewohner erbeuteten in Summe 100 Gewehre und 25.000 Munitionspatronen. Nach einer Schätzung starben bei dem Massaker zwischen 20 und 25 Guerillakämpfer.
Am Tag nach dem Angriff fuhren zwei Kompanien des 9. Infanteriekorps zusammen mit einigen Überlebenden der C-Kompanie auf einem requirierten Küstendampfer, der S.S. Pittsburg, nach Balangiga. Sie fanden die Szenerie verlassen und die Leichen ihrer Kameraden verstümmelt vor.
Die Soldaten begruben in der Folge die sterblichen Überreste der Soldaten und setzten das gesamte Dorf in Brand.

## Die Vergeltung
Die Konsequenz für diesen Überraschungsangriff war eine brutale Vergeltung mit Massakern gegen die Einheimischen der Insel Samar durch die Besatzungstruppen der United States Army.

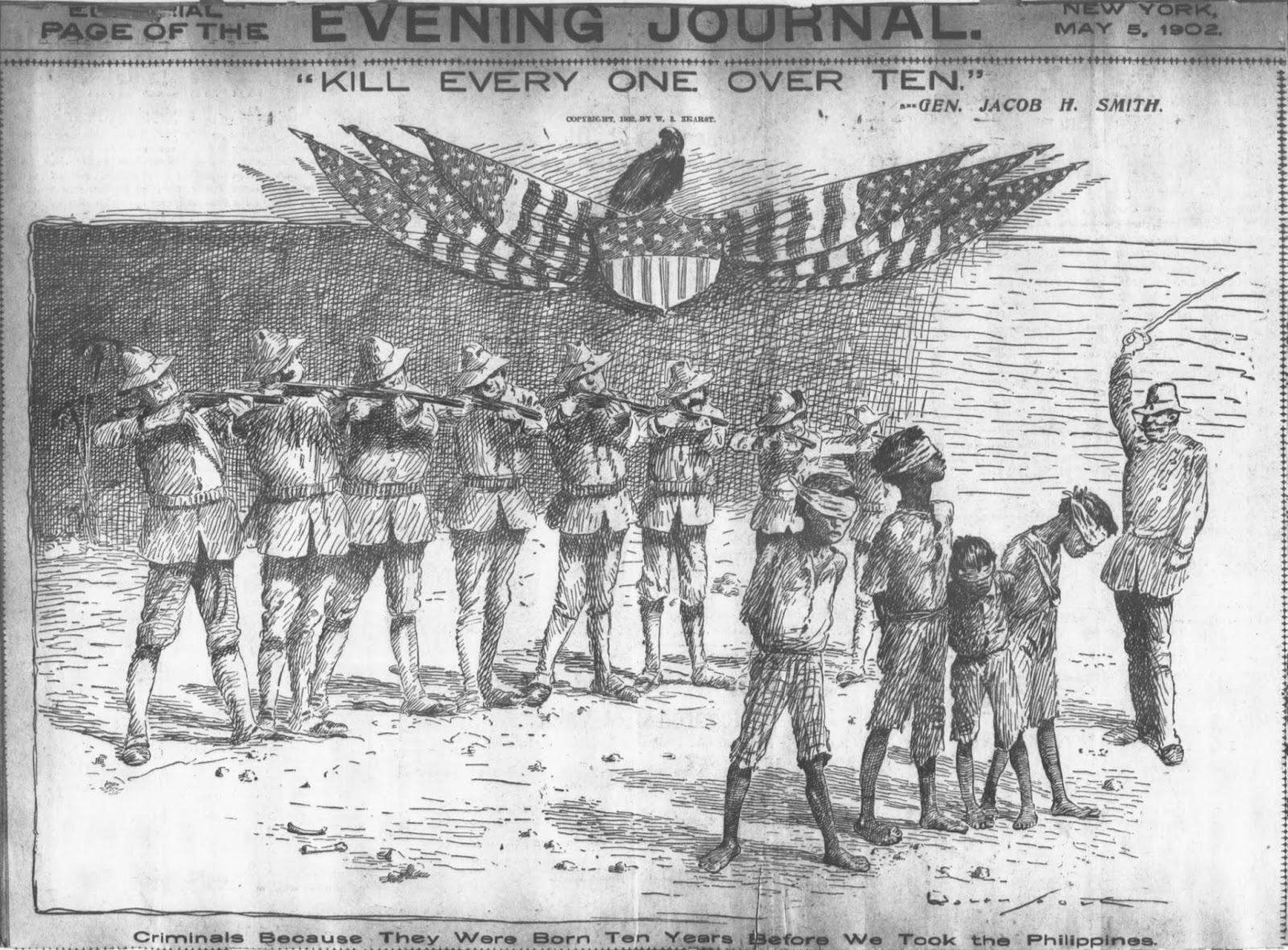
General Jacob H. Smiths Befehl „TÖTET JEDEN ÜBER 10 JAHRE“ wurde in einem Cartoon des New York Evening Journal am 5. März 1902 abgedruckt. Die Szenerie wird von einem amerikanischen Schild geschmückt, auf dem ein Aasgeier den Adler ersetzt. Der untere Text lautet: „Kriminelle, weil sie zehn Jahre, bevor wir die Philippinen einnahmen, geboren wurden.“

General Jacob H. Smith instruierte Major Littleton "Tony" Waller, den kommandierenden Offizier der ihm zugeordneten Marineeinheit, die Insel von Samar zu säubern. Auf welche Weise er dies tun sollte, erklärte er mit folgenden Worten: „Ich wünsche keine Gefangenen. Ich wünsche, dass ihr tötet und niederbrennt; je mehr getötet und niedergebrannt wird, umso mehr wird es mich freuen.“ Er gab an, Samar solle in eine "howling wilderness" (eine "heulende Wildnis") verwandelt werden. Alle Filipinos, die sich nicht ergaben und imstande waren, mit Waffen umgehen zu können, sollten niedergeschossen werden. Das hieß, dass jeder in Frage kam, der älter war als 10 Jahre. Wegen dieses Befehls bekam er später den Beinamen: Jacob „Howling Wilderness“ Smith.
Was folgte, war ein lange andauerndes und ausgedehntes Massaker an philippinischen Zivilisten. Das Grundelement von Smiths Politik war die Brutalität. Die Sendung von Nahrungsmittel und der Handel nach Samar wurden abgeschnitten, um die Revolutionäre zur Aufgabe zu bewegen. Er unterwies seine Offiziere, alle Filipinos als Feinde zu betrachten und sie dementsprechend zu behandeln. Dies galt solange, bis diese eindeutige Anzeichen erkennen ließen, dass sie sich kooperativ verhalten würden. Zu den von Smith erwarteten kooperativen Aktionen gehörten, Informationen über den Aufenthaltsort von Revolutionären und Waffen zu liefern, sich als Führer oder Spion anzubieten oder aktiv dazu beizutragen, dass sich Guerillakämpfern ergaben. Er berief seine unbeschränkte Handlungsvollmacht auf eine untergeordnete Befugnis des „General Orders Nr. 100“ (Abraham Lincolns 1863, der die Autorisation beinhaltete, auf jeden zu schießen, der, auch nichtuniformiert, als Soldat handelte, sowie auf alle, die eine Sabotage begingen oder auch nur im Bestreben waren, eine solche zu begehen).
Smiths Strategie für Samar beinhaltete die Durchführung von ausgedehnten Verwüstungen, um die Einheimischen davon abzuhalten, die Guerilleros zu unterstützen, und um sie zu zwingen, sich aus Angst und Hungersnot wieder den Amerikanern zuzuwenden. Er benutzte seine Truppen, um das Inland auf der Suche nach Guerillabanden zu durchkämmen, und erhoffte sich die Ergreifung des philippinischen Generals Vicente Lukbán. Dagegen unternahm er keinen Versuch, mit den Guerilleros oder den Dorfbewohnern in Kontakt zu treten. So marschierten die amerikanischen Verbände über die Insel, zerstörten Häuser, erschossen Menschen und beschlagnahmten Tiere.
Littleton Waller berichtete zum Beispiel, dass seine Männer während einer Elf-Tage-Spanne 255 Behausungen niedergebrannt, 13 Carabaos erschossen und 39 Personen getötet hatten. Andere Offiziere berichteten von ähnlichen Gräueltaten.
Wie der General der Militärgerichtseinheit der US-Armee beobachtete, verhinderte lediglich eine gute Übersicht der Beteiligten und die Beschränkung auf die Mehrheit von Smiths Anweisungen eine vollständige Schreckensherrschaft auf Samar. Dennoch genügten die Verstöße, um Empörung bei den antiimperialistischen Gruppen in den Vereinigten Staaten auszulösen, als sie Ende März 1902 von diesem Ereignis Kenntnis bekamen.
Nachdem er von Smith seine Befehle erhalten hatte, gab Waller an seine Männer seine selbstverfassten Befehle in Bezug auf deren Handlungsweisen aus. Er hielt sie darin zu Beschlagnahmung und Zerstörung an und erwartete von ihnen, dass sie es den Einheimischen in gleicher Art zurückzahlten. Am Ende schrieb er: „Wir sind ebenso gefordert, unsere Kameraden in Nord China zu rächen, die Ermordeten des neunten US-Infanterieregiments.“ Mit diesen Worten heizte er die Wut seiner Soldaten weiter an. Chinesen und Filipinos waren für ihn von der gleichen Art, der gleichen Herkunft und besaßen dieselbe Ideologie. Es gab keine Unterschiede zwischen all den Asiaten.
Waller wurde später angeklagt, die Hinrichtung von elf philippinischen Führern angeordnet zu haben, weil diese während eines langen Marsches essbare Wurzeln gefunden hatten und sich angeblich verschworen hätten, dieses Wissen den ausgehungerten amerikanischen Truppen vorzuenthalten.

## Referenzen
- Rolando O. Borrinaga: The Balangiga Conflict Revisited. New Day Publishers, Quezon City (Philippines) 2003, ISBN 971-10-1090-9.
- Bob Couttie: Hang the Dogs. The True Tragic History of the Balangiga Massacre. New Day Publishers, Quezon City (Philippines) 2004, ISBN 971-10-1124-7.
- Joseph L. Schott: The Ordeal of Samar. Bobbs-Merrill Co., Indianapolis NY 1964 (Nachdruck: Solar, Manila 1987, ISBN 971-170-719-5 (Filipiniana Reprint Series 19)).
- James O Taylor: The Massacre of Balangiga. Being an Authentic Account by Several of the few Survivors. McCarn Printing Co., Joplin MO 1931.